# Acylowanie
Acylowanie, acylacja – reakcja chemiczna polegająca na wprowadzeniu do cząsteczki związku chemicznego grupy acylowej. Acylowanie jest ważną reakcją w chemii organicznej, wykorzystywaną do otrzymywania pochodnych acylowych (np. ketonów, estrów lub amidów), zabezpieczania innych grup funkcyjnych (szczególnie grup aminowych i grup hydroksylowych).
Do acylowania wykorzystuje się m.in. chlorki i bezwodniki kwasów karboksylowych. Przykładowe reakcje acylowania to acetylowanie (wprowadzanie grupy acetylowej, Ac) i benzoilowanie (wprowadzanie grupy benzoilowej, Bz):

Otrzymywanie kwasu acetylosalicylowego w reakcji acetylowania kwasu salicylowego bezwodnikiem octowym

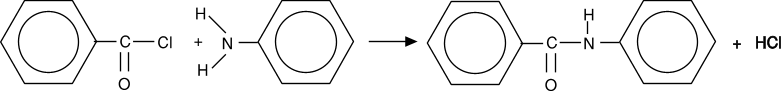
Otrzymywanie benzanilidu w reakcji benzoilowania aniliny za pomocą chlorku benzoilu

W zależności od atomu atakującego grupę acylową wyróżnić można:
- C-acylowanie prowadzące do powstania ketonów,
- N-acylowanie prowadzące do powstania amidów,
- O-acylowanie prowadzące do powstania estrów lub bezwodników kwasowych.

Acylowaniu ulegać mogą także inne atomy o własnościach nukleofilowych, m.in. siarka, selen i fosfor (na III stopniu utlenienia).